# 游莨維
游莨維（英語：Joe Yau，1981年9月16日—），印尼華僑，曾為無綫電視經理人合約藝人及《東張西望》採訪主任。現從事直播電商銷售。

## 簡歷
游莨維曾就讀天主教總堂區學校（1993年畢業）、中華基督教青年會中學，後轉往加拿大就讀寄宿制私立學校哥倫比亞國際學院。他於2005年畢業於加拿大哈密爾頓市麥馬士達大學（McMaster University）經濟系。同年，他在2006年參加節目《一擲千金》中只贏得一元獎金而在數百萬觀眾面前流下男兒淚，被網民封為「一蚊Joe」。而當時他只是個保險公司的市場主任。
後來，他獲得前無綫電視總經理陳志雲欣賞，所以力邀試鏡做藝人。其後，以旁聽生身份參與第22期無綫電視藝員訓練班，成為無綫電視經理人合約藝員。
2007年，游莨維跟沈震軒、張景淳、朱滙林、袁智麟、蔣家旻、陳啟揚、歐梓浩以「游冠一」之藝名組成「TVbeople」。2013年4月，他在節目《東張西望》訪問中報道葵青貨櫃碼頭工潮事件，結果令到很多觀眾不滿和投訴。他們的矛頭直指游莨維。2016年5月，他於「香港美食車嘉年華」舉行期間在中環元創方開設韓式小店 Superstar 推介紫菜包飯、韓式炒年糕和韓式魚蛋等韓國街頭小食。同時間主理其他美食車的藝人還有鄭欣宜、李璨琛及黃長興。
2025年2月，游莨維於社交平台宣布離開效力18年的無綫電視。

## 演出作品

### 電視劇（無綫電視）
| 首播            | 劇名                  | 角色                                   | 備註                                        |
| 2007年          | 同事三分親            | 黃志政（Jeff）                         | 第31、37集                                  |
| 2007年          | 森之愛情              | 古怪男                                 | 第6集《積分男友》                           |
| 2008年          | 法證先鋒II            | 江有全                                 |                                             |
| 2008年          | 畢打自己人            | 經紀黃、蜢手下                         | 劇集演出到2009年                            |
| 2009年          | 王老虎搶親            | 「梅龍縣」村民                         |                                             |
| 2009年          | 學警狙擊              | 「愛芯屋」店鋪經紀                     | 第12集                                      |
| 2009年          | 烈火雄心III           | 戴力文（大力）                         |                                             |
| 2010年          | 巾幗梟雄之義海豪情    | 車伕                                   |                                             |
| 2010年          | 談情說案              | 酒吧老闆                               |                                             |
| 2011年          | 仁心解碼              | 蔡季雄                                 |                                             |
| 2011年          | 依家有喜              | 日本功夫佬                             |                                             |
| 2011年          | 隔離七日情            | 主持人                                 | 第19集                                      |
| 2011年          | 女拳                  | 火手下                                 |                                             |
| 2011年          | 紫禁驚雷              | 反清復明份子                           |                                             |
| 2011年          | 潛行狙擊              | 張宗成                                 |                                             |
| 2012-2015年     | 愛·回家               | 車主Alfred嚴謹朋友斯文男霞妹夫         | 第1集第503集第543－544集第625集第778集      |
| 2012年          | 當旺爸爸              | 焦屍（電視台演員）                     | 第2集                                       |
| 2012年          | 結·分@謊情式          | 死神                                   | 第139集                                     |
| 2012年          | 心戰                  | 電視台主持                             | 第2集、第30集                               |
| 2012年          | 回到三國              | 新聞報導員                             | 第25集                                      |
| 2012年          | 女警愛作戰            | 醫生                                   |                                             |
| 2012年          | 護花危情              | 娛樂記者                               | 第10集                                      |
| 2012年          | 雷霆掃毒              | 黑市拳證                               | 第22集                                      |
| 2013年          | 法網狙擊              | 沈俊杰（Vincent）                        |                                             |
| 2013年          | 老表，你好嘢！        | 小田切野                               | 第6集                                       |
| 2013年          | On Call 36小時II      | 遊戲節目男主持                         |                                             |
| 2013年          | 神探高倫布            | 青年（蔡飛龍之朋友）                   | 第17集                                      |
| 2013年          | 巨輪                  | 番                                     | 第31－32集                                  |
| 2014年          | 單戀雙城              | Joe                                    |                                             |
| 2014年          | 叛逃                  | 傻豹                                   |                                             |
| 2014年          | 點金勝手              | 錢皓德                                 | 第24集                                      |
| 2014年          | 老表，你好hea！       | 司儀                                   | 第10集                                      |
| 2014年          | 飛虎II                | 主持                                   | 第7集                                       |
| 2014年          | 八卦神探              | 姣婆Joe                                | 第7集                                       |
| 2015年          | 衝線                  | 經理                                   | 第6集                                       |
| 2015年          | 陪著你走              | 司儀                                   | 第1集                                       |
| 2015年          | 東坡家事              | 劫賊                                   |                                             |
| 2015年          | 實習天使              | 立新                                   |                                             |
| 2016年          | 潮流教主              | 總編                                   | 第1集                                       |
| 2016年          | 火線下的江湖大佬      | 徒弟                                   | 第14集                                      |
| 2016年          | 完美叛侶              | 霍炳強                                 | 第6集                                       |
| 2016年          | 城寨英雄              | 岩石健                                 | 第23集                                      |
| 2016年          | 律政強人              | 律師                                   | 第25集                                      |
| 2016年          | 愛·回家之八時入席     | 比賽隊伍                               | 第145集                                     |
| 2016年          | 幕後玩家              | 建築團隊                               | 第21集                                      |
| 2017－2023年    | 愛·回家之開心速遞     | 主持張偉大漢阿華李七捷《慌張西望》主持 | 第1集第66集第1229集第1499集第1575集第2120集 |
| 2017年          | 與諜同謀              | 主持                                   | 第2集                                       |
| 2017年          | 全職沒女              | 司儀                                   | 第1集                                       |
| 2017年          | 燦爛的外母            | 竇付卜                                 |                                             |
| 2017年          | 老表，畢業喇！        | 司儀                                   | 第16集                                      |
| 2017年          | 誇世代                | 負責處理劉行及林尚明庭外和解一事之律師 | 第33集                                      |
| 2018年          | 波士早晨              | 司儀                                   | 第7集                                       |
| 2018年          | 翻生武林              | 袁猴                                   |                                             |
| 2018年          | 果欄中的江湖大嫂      | 主持                                   | 第9集                                       |
| 2018年          | BB來了                | 記者                                   | 第17集                                      |
| 2018年          | 跳躍生命線            | 韋律師                                 |                                             |
| 2018年          | 是咁的，法官閣下      | 電台主持D2                             | 第21集                                      |
| 2019年          | 福爾摩師奶            | 圖書館管理員                           | 第12集                                      |
| 2019年          | 白色強人              | Alan                                   | 第2、4-5、18集                              |
| 2019年          | 金宵大廈              | 鐘錶店老闆                             |                                             |
| 2019年          | 街坊財爺              | Roger                                  | 第25集                                      |
| 2019年          | 解決師                | 記者                                   | 第22集                                      |
| 2020年          | 殺手                  | 私竇經理                               | 第1集                                       |
| 2020年          | 迷網                  | 許大狀                                 | 第12-13集                                   |
| 2020年          | 過街英雄              | 主持                                   | 第9集                                       |
| 2020年          | 香港愛情故事          | 朱教授                                 | 第1、4集                                    |
| 2021年          | 一笑渡凡間            | 賓客                                   | 第2集                                       |
| 2021年          | 欺詐劇團              | 大隻廚師                               | 第1集                                       |
| 2021年          | 七公主                | 阿新                                   |                                             |
| 2021年          | 換命真相              | William                                | 第12集                                      |
| 2022年          | 飛虎之壯志英雄        | 醫生                                   | 第3、12集                                   |
| 2022年          | 食腦喪Ｂ              | 信徒                                   | 第20集                                      |
| 2022年          | 美麗戰場              | 鼓燥乘客                               | 第14集                                      |
| 2022年          | 超能使者              | 導演                                   |                                             |
| 2022年          | 輕·功                 | Ray                                    |                                             |
| 2023年          | 新四十二章            | 趙永超                                 | 第2-3集                                     |
| 2025年          | 奪命提示              | 導演                                   | 第18集                                      |
| big big channel |                       |                                        |                                             |
| 2017年          | 降魔的番外篇 - 首部曲 | 牛肉乾                                 |                                             |

### 主持節目（無綫電視）
- 2007年：《周身法寶》
- 2007年：《開心聊齋》
- 2007年：《DaDa DeDe 識多D》
- 2007年 - 2008年：《事必關己》
- 2007-2023年：《東張西望》
- 2009年：《同車生活》
- 2008 - 2013年：《問問Master Joe》
- 2014年：《智激校園》
- 2010年：《世界盃動起來》
- 2011年：《爆趣奇人》
- 2017年：《玩轉香港日與夜》
- 2018年：《大灣區 活好D》

### 綜藝節目（無綫電視）
- 2006年：《一擲千金》
- 2008年：《亮相》
- 2009年：《大咕窿》
- 2011年：《千奇百趣Summer Fun》
- 2011年：《千奇百趣省港澳》
- 2012年：《玩轉三周1/2》
- 2012年：《千奇百趣東南亞》
- 2013年：《演嘢》
- 2014年：《爸B也Upgrade 2》
- 2015年：《Think Big 天地》
- 2016年：《Y Angle》
- 2016年：《湊仔攻略》
- 2017年：《齊癲大聖福祿壽》
- 2021年-2023年：《思家大戰》旁白
- 2023年：《獎門人中秋感謝祭》

### 綜藝節目（有線寬頻開電視）
- 2025年：《領廚爭霸戰》
- 2025年：

### 電影
- 2011年：《勁抽福祿壽》飾 華哥助手

### 舞台劇
- 2009年：《我愛萬人迷》 飾 陳寶珠女婿

### 配音
- 2012年：《食力派》（食力哥）

### 廣告
- 2009年：PCCW
- 2009年：prologic 旋風地拖
- 2010年：撒隆巴斯
- 2014年：《兒童的科學》月刊（聲演）

### 其他演出
- 2007年： TVbuddy 宣傳片主題曲
- 2008年：《迎春花》TVB 兒童組賀年歌
- 2008年：《問問Master Joe》主題曲
- 2011年：《妙問妙答《基本法》》（電視短劇）
- 2015年：《大愛共融齊分享》（特備節目）

## 外部連結
- 游莨維微博 （页面存档备份，存于）
- TVB BLOG （页面存档备份，存于）
- 游莨維寸TVB收買人命 （页面存档备份，存于）
- Instagram （页面存档备份，存于）